# Palazzi di Cesena
Con palazzi storici di Cesena si intendono gli edifici appartenuti alle famiglie nobili o ai vari feudatari che nel corso dei secoli si sono insediati in città.

## Palazzi fuori dal centro storico

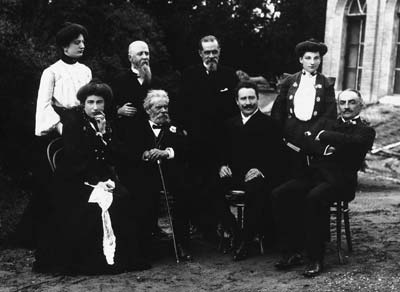
Carducci e Bonci a Villa Silvia.

Villa Silvia
Villa Silvia fu acquistata dalla famiglia Pasolini-Zanelli. Carducci e Bonci sono solo alcuni dei nomi più famosi per aver frequentato la villa, insieme con Paolo Amaducci o Antonio Messeri. Il 3 settembre 1920 la contessa Silvia Baroni Semitecolo (vedova Pasolini Zanelli) morì senza più eredi, ed in qualità di ultima inquilina della villa, la lasciò in eredità al Comune di Cesena.
Venne in seguito utilizzata come colonia estiva per bambini colpiti da tubercolosi.
Circondata da un'area verde di quattro ettari, nella quale sono presenti numerose piante secolari e conserva un roseto antico di epoca ottocentesca. La stanza del Carducci è tuttora visitabile.

## Palazzi nel centro storico

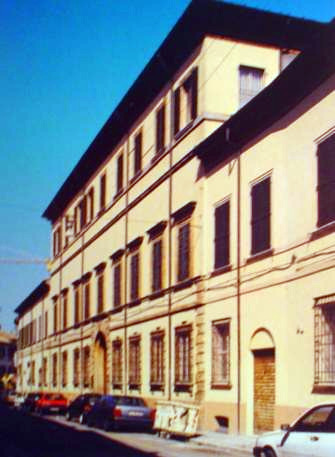
Il Palazzo Chiaramonti.

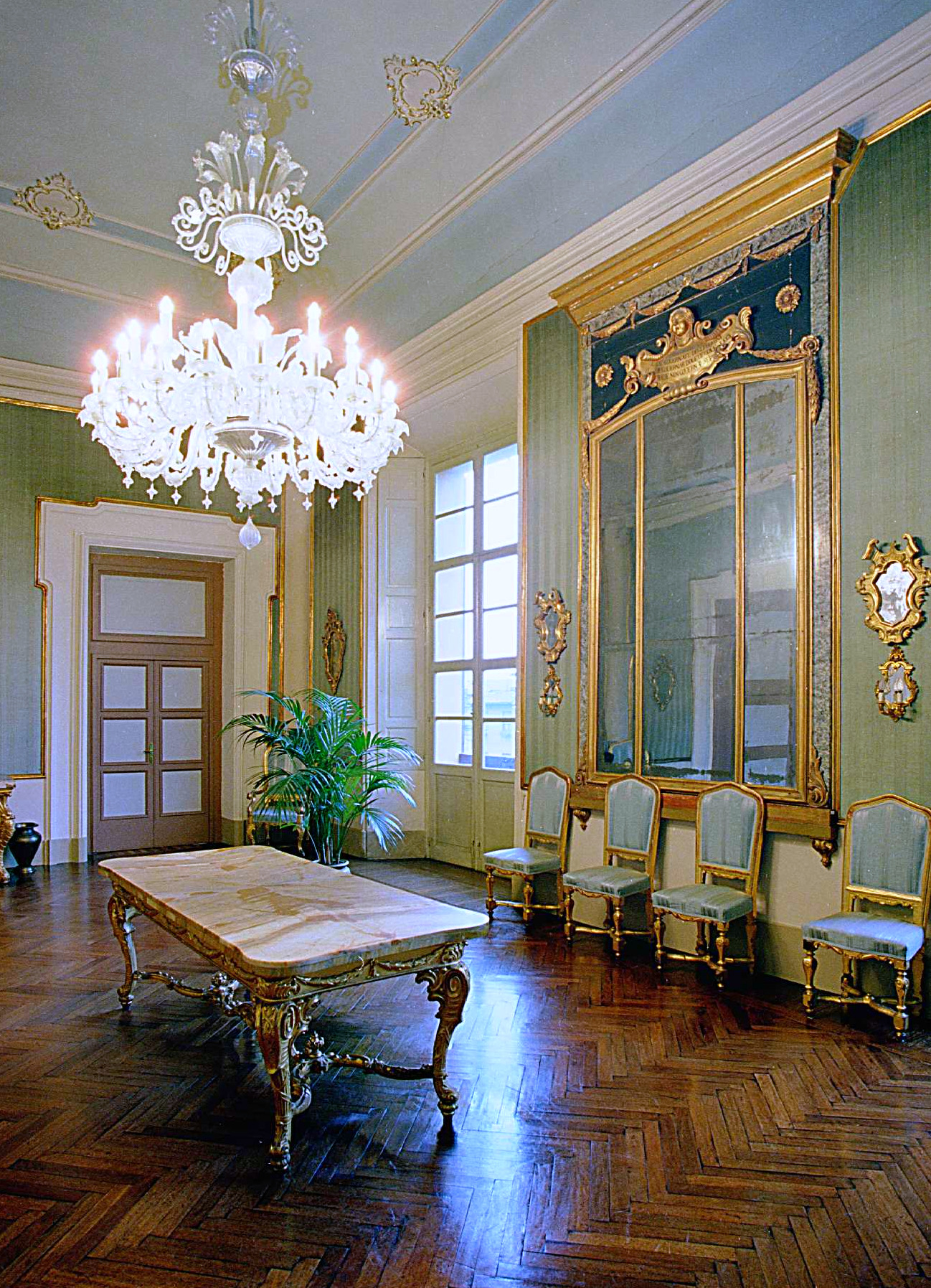
L'interno della "Sala degli Specchi" del Palazzo Comunale.

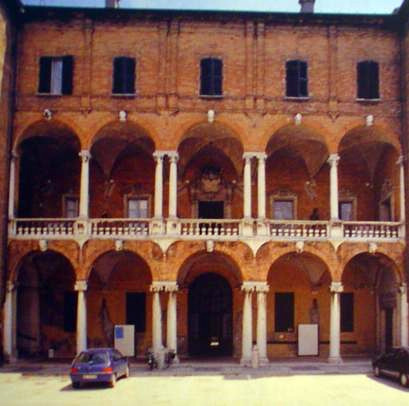
Il Palazzo Ghini.

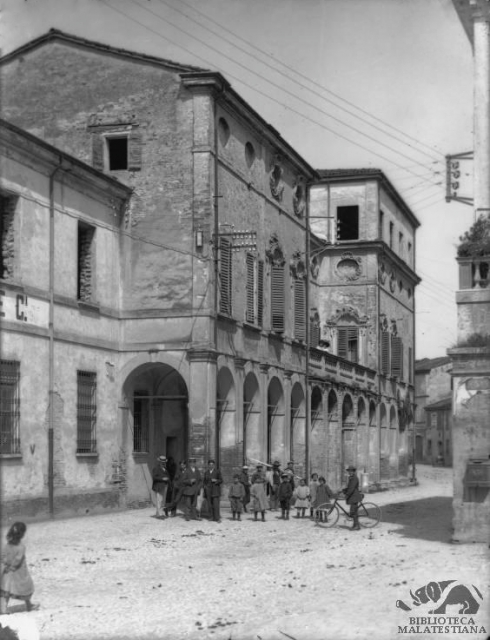
Il Palazzo Guidi nel 1910 circa.

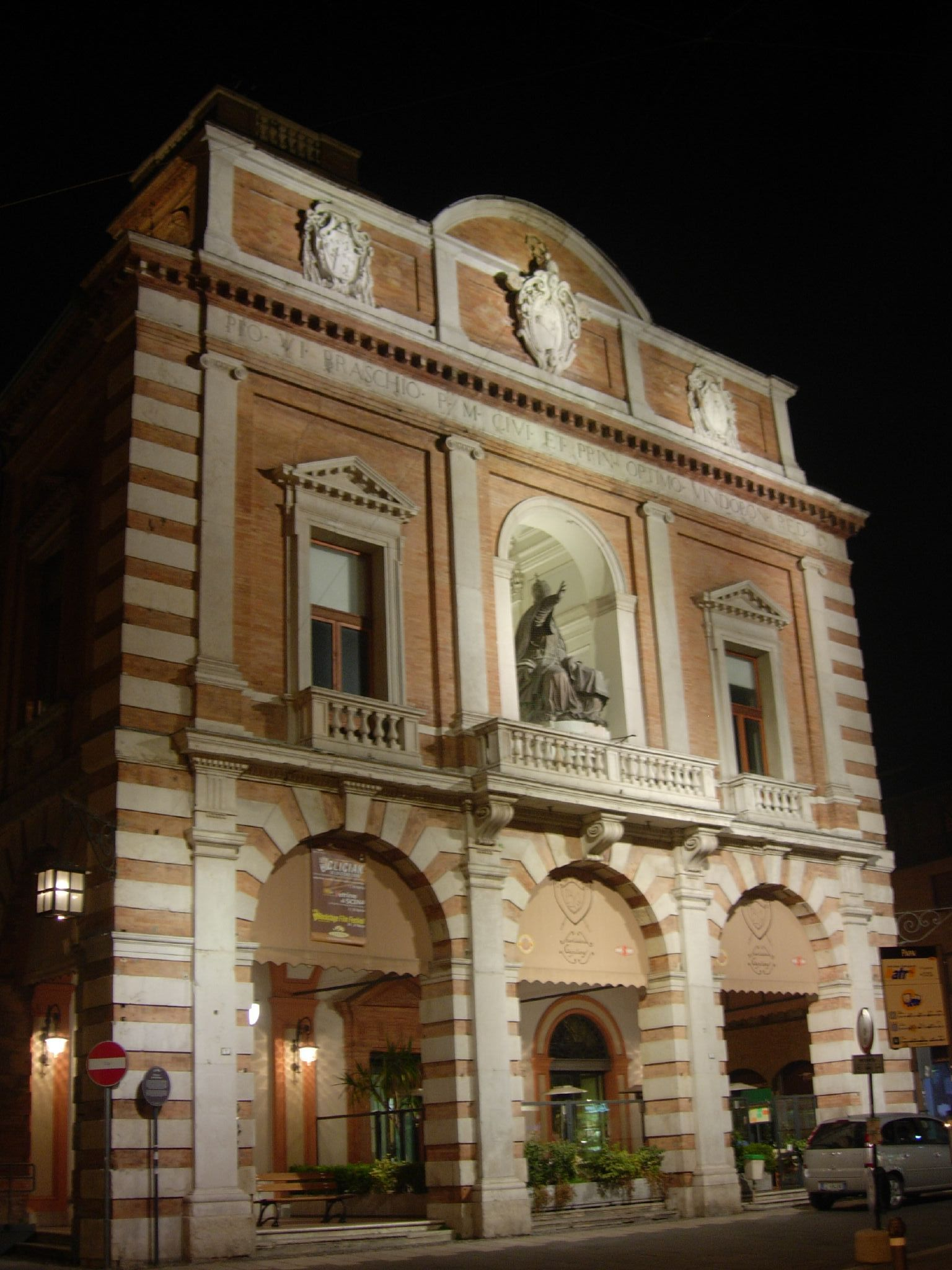
Il Palazzo del Ridotto visto dall'alto.

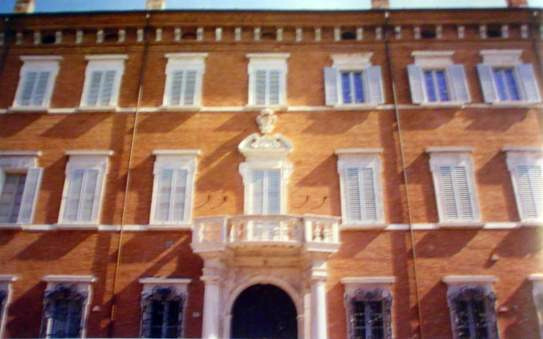
Il Palazzo Romagnoli.

Palazzo Bagioli
Di proprietà della famiglia Bagioli sin dal 1869, fu costruito nel 1832 dalla famiglia Pasini sul terreno, messo in vendita dall'amministrazione francese, in cui sorgeva dal 1247 il piccolo Oratorio francescano della Madonna dell'Orto. L'abitazione, organizzata attorno a due cortili, presenta al piano terra una sequenza di sale ellittiche dai soffitti finemente decorati, e al primo piano vedute paesaggistiche dipinte sulle pareti, influenzate da Jakob Philipp Hackert.
Palazzo Chiaramonti
L'edificio fu commissionato agli inizi del Settecento da Giovanni Gaetano Carli e accolse negli anni '80 la decorazione pittorica di Giuseppe Milani.
Nel 1807, papa Pio VII acquistò il palazzo dai Carli, lo donò al nipote Scipione Chiaramonti e ne stabilì l'ammodernamento da parte dell'architetto Tomba. È qui che il pontefice, di ritorno dall'esilio, dimorò durante la permanenza nella sua città natale (1814).
Dal 1910 è sottoposto alla normativa in merito agli immobili di interesse storico-artistico.
Durante la Seconda guerra mondiale subì danni rilevanti a causa dello scoppio di tre colpi di obice sparati dall'VIII Armata contro le truppe germaniche in ritirata e finiti, per errore, sul palazzo.
La facciata di Palazzo Chiaramonti è sobria, mentre all'interno è presente lo scalone monumentale con affresco dell'Olimpo del Milani; dallo scalone si accede al grande salone di rappresentanza, con dipinti del Milani, tra cui L'allegoria della vita e del giorno.
Palazzo Comunale
Il Palazzo Comunale, o Palazzo Albornoz, si affaccia su Piazza del Popolo; fu costruito dal cardinale Egidio Albornoz a partire dalla metà del Trecento. L'edificio che oggi conosciamo ha inglobato due strutture ben più antiche: il Palatium Vetus e Palatium Novum. Si ritrovano affreschi e arredi settecenteschi.
La "sala degli specchi", deve il suo nome agli specchi posti lungo le pareti, all'arredamento in stile Luigi XVI, alla tappezzeria e al lampadario in vetro di Murano; ancora oggi si può ammirare l'originale splendore della sala.
In alcuni locali, ma soprattutto della Sala Consigliare, sono conservate opere pittoriche e sculture di importante valore artistico.
Palazzo Ghini
Il Palazzo Ghini è situato in Corso Gastone Sozzi. Progettato nel XVII secolo dall'architetto Pier Mattia Angeloni su commissione dei Marchesi Ghini, ospita nel cortile monumentale alcune sculture di Francesco Calligari, raffiguranti quattro divinità: (Cerere, Gloria, Marte e Minerva) e un vasto ciclo pittorico del Bolognini, che adorna il Gran Salone d'Onore.
Palazzo Guerrini Bratti
Fu edificato dal 1792 al 1796 con facciata e decorazioni neo-cinquecentesche e affreschi all'interno del Marconi.
Palazzo Guidi
Risale ai primi del Settecento e ospitò personaggi illustri come Vittorio Emanuele II re di Sardegna nel 1741, Napoleone il 5 febbraio del 1797; vi soggiornò anche Giuseppe Garibaldi in procinto di andare alla difesa della Repubblica Romana dal 5 all'8 dicembre del 1848.
Notevole è la facciata  e l'interno, con affresco del Milani, Allegoria dell'Aria, e altri di vari artisti.
Palazzo del Ridotto
La costruzione risale al 1466, ma fu compiuta solo nel 1787 per volontà dei nobili cesenati in omaggio al pontefice cesetate Pio VI.
La facciata, elemento di grande interesse, è composta di due ordini di lesene sovrapposti: dorico al piano inferiore e ionico a quello superiore. A coronamento della facciata, un attico reca ai lati gli stemmi papali e al centro la dedica che celebra il soggiorno cesenate del Papa Pio VI durante il suo ritorno da Vienna.
Il piano terra del palazzo ospista la Galleria Comunale d'Arte adibita ad esposizioni temporanee, mentre la sala al primo piano è utilizzata per convegni e manifestazioni pubbliche.
Palazzo Locatelli
Unico esempio superstite di "Casa-Torre" del tempo malatestiano, appartenente alla famiglia Tiberti; nel tardo Seicento venne ristrutturato da Pier Mattia Angeloni e quindi privato della torre a causa dell'incendio del 1797; notevoli le inferriate del 1658 di Romanino, lo scalone e gli affreschi dell'interno del Milani.
Palazzo Masini
Un tempo questo palazzo fu un convento delle suore benedettine di Santa Caterina, oggi è di proprietà dei Marcosanti; l'interno è riccamente decorato da Angelo Masini e Lucio Rossi.
Palazzo Nori-Canestri Trotti
Costruito nel 1869, situato di fronte alla sede della Cassa di risparmio in via Garibaldi, anche questo palazzo è posto sotto il vincolo dei beni culturali.
Palazzo Nadiani-Roverella
Antica sede delle suore benedettine dello Spirito Santo. Acquistato dal Conte Roverella nel 1866, il palazzo venne da lui ceduto in eredità alla Congregazione di Carità affinché lo destinasse a ricovero per anziani; oggi i palazzi Nadini e Roverella sono ancora sede della Casa di Riposo Roverella.
Palazzo Romagnoli
È un palazzo monumentale edificio storico di Cesena, fatto edificare nel secolo XVIII dal Marchese Michelangelo Romagnoli (1719-1780). Realizzato su progetto dell'architetto Pietro Carlo Borboni, fu decorato dal pittore Giuseppe Milani.
Palazzo Sirotti Gaudenzi
Il Palazzo Sirotti Gaudenzi di proprietà dei conti Pasolini già dal Settecento, passò poi agli attuali proprietari a fine Ottocento; la facciata è decorata da bassorilievi a figure mitologiche, l'interno presenta decorazioni di Felice Giani del primo Ottocento.
Palazzo Urbinati
Nato dalla fusione di edifici precedenti, fu acquistato nel 1804 dalla famiglia Urbinati e trasformato secondo il gusto neoclassico. La facciata, realizzata da Curzio Brunelli nel 1810, citazione puntuale di Casa Piani Pasi a Faenza, è ornata da rilievi fittili con scene di storia romana. All'interno si conserve lo scalone a doppia rampa (1809) e affreschi di Angelo Masini.
Loggetta Veneziana
La Loggetta Veneziana (così detta per il fatto che entrambi i suoi committenti, Papa Paolo II e Lorenzo Zane, erano veneziani) mette oggi in comunicazione il Palazzo Comunale con la Rocchetta di Piazza. L'edificio, opera difensiva medievale, ospita oggi il Museo di Scienze Naturali.
Rocchetta di Piazza
Si tratta di una cortina in laterizio, alta oltre 20 metri, con camminamento (Loggetta Veneziana) e torrione di piazza progettato dall'Architetto Nuti. Sulla parete si trova l'iscrizione che ricorda la citazione che Dante fece di Cesena nel canto XXVII dell'Inferno e lo stemma di Lorenzo Zane, governatore pontificio all'epoca della costruzione.